# Jean Alexandre
Jean Alexandre (15 de junho de 1917, data de morte desconhecida) foi um ciclista belga que participava em competições de ciclismo de pista.
Representou seu país, Bélgica, na perseguição por equipes de 4 km nos Jogos Olímpicos de Verão de 1936 em Berlim, sendo sua única aparição olímpica. A equipe belga terminou na quinta posição.